# Гафурово
Гафурово (баш. Ғәфүр) — село в Туймазинском районе Республики Башкортостан Российской Федерации. Входит в состав Гафуровского сельсовета.  Согласно переписи 2020 года население составляло 1223 человека.

## География

### Географическое положение
Расстояние до:
- районного центра (Туймазы): 10 км,
- центра сельсовета (Дуслык): 11 км,
- ближайшей ж/д станции (Туймазы): 10 км.

## История
Основано как Карамалы-Валитово башкирами деревни Мусино Тамьянской волости Ногайской дороги по договору от 1780 года о припуске на вотчинных землях еланских башкир.
Название происходит от личного имени Ғафур. По официальной версии, изложенной в духе советской историографии, Галим Гафуров — герой гражданской войны, кавалер ордена Красного Знамени, один из первых председателей колхоза в Туймазинском районе.
К 8-й юрте относилась д. Карамалы-Валитово, поселение припущенников из башкир и татар. Население (название от гидронима и антропонима, однако Валит по источникам неизвестен) формировалось следующим образом: башкиры д. Мусино (ныне Старомусино Мелеузовского района) Тамъянской волости Стерлитамакского уезда «издавна жившие из оброка по 10 коп. с двора в год» Чуракай, Кулганай, Кулчура, Ишмухамет Суюшевы, Мунасип Чураков, Нигматулла и Губайдулла Минлибаевы, Кутлу и Магадей Кулчурины и др. в 11 дворах 17 октября 1780 г. официально заключили договор с кыр-еланцами о припуске. Кыр-еланцы припустили их за 87 рублей. В 1841 г. в одном документе поставили тамги или расписались потомки тех башкирттамъянцев: Мухамадияр Кулганаев «руку поставил», Юнус Магадиев (р.), Иблий Чуракаев — тамга, Габдулатиф Кулганаев — тамга, Давлетша Кутлуев — тамга, Инан Хасанов (р.), Сайфутдин Мухаметшин — тамга, Сатый Аблаев — тамга, Нигматулла Минлибаев — тамга, Сайфулла Мухаметшин — тамга, Мусакай Шамсутдинов — тамга, Хайбулла Нигматуллин — тамга, Зайнитдин Хасанов — тамга. Из д. Барсукове Габдрахим Габдулкаримов жил здесь с 1826 г.
7 августа 1780 г. кыр-еланцы припустили ясачных татар Габдулкарима Касанаева «с товарыщи» с 4 дворами «жительствовать во оной деревне Карамалы-Валитовой с получением от них за каждый дом по два рубли и еще каждогодно по 10 коп. оброка».
Башкиры кыр-еланцы д. Ильчимбетово 4 июня 1784 г. припустили ясачных татар из 6 дворов в числе 24 душ «на принадлежащую им вотчинную землю в д. Карамалы-Валитову по согласию оной деревни жителей» «обзаводиться домами и жительствовать сроком на 30 лет» с уплатой вотчинникам по 10 коп. с двора в год.
Среди них были Габдрашит Габдрахманов, Шарип Сагитов, Сайфулла Балтачев, Шариф Асянов, ставшие затем тептярями.
Проследим за развитием деревни. В 1783 г. — 74 человека, обоих полов, 1795 г. — 102, 1816 г. — 126 (муж.), 1834 г. — 176 (муж.), 1850 г. — 233 (муж.), 1859 г. — 283 (муж.), 1870 г. — 841 (обоих полов), 1917 г. — 2087 (обоих полов), 1920 г. — 1735 человек.
Ясачные татары, вошедшие в сословие государственных крестьян, пополнялись за счет переселенцев из д. Каран-Бишинды, Уязытамак, Муллино, Зиштяково. В 1870 г. тептяри были показаны в составе башкир, в 1920 г. преобладающей национальностью определены башкиры. Но это нисколько не означает, что там не было татар и тептярей, которые в 1917 г. составляли чуть больше половины населения.
В войне 1812 года в составе 5-го башкирского полка участвовал Мухамадияр Кулганаев, имел медаль «В память войны 1812 года». Сына его звали Алимгулом.
Во второй половине XIX в. в деревне имелись хлебозапасные магазины (2), кузница, при ней мельница. Была мечеть.
В 1843 г. на 183 башкира обоего пола было засеяно 16 пудов озимого, 976 пудов ярового хлеба. Ими посажено 32 пуда картофеля.

## Население
| 2002 | 2009  | 2010  |
| ---- | ----- | ----- |
| 990  | ↗1022 | ↗1083 |

Национальный состав
Согласно переписи 2002 года, преобладающая национальность — башкиры (79 %).

## Религия
В селе есть мечеть.